# ウドーンターニー教区

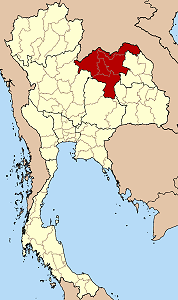
ウドーンターニー教区

ウドーンターニー教区（สังฆมณฑลอุดรธานี、The Diocese of Udon Thani）（ローマ・カトリック教会）はタイ東北部にある司教区。ターレー・ノーンセーン大司教区の属司教区。ウドーンターニー県ムアンウドーンターニー郡タムボン・マークケーン、ニットヨー通り129/18に司教座を構える。この司教区は50,046 km2の面積を持ち、コーンケン県、ルーイ県、ノーンブワラムプー県、ノーンカーイ県、ウドーンターニー県を管轄する。2010年の時点で教区内の537万人の住民の内、16,822人がカトリック信者である。32の小教区を持つ。

## 歴史
この教区は1953年5月7日にウドーンターニー知牧区としてターレー・ノーンセーン代牧区から分離して発足。1965年12月18日に司教区に昇格した。 

## 司教座聖堂
司教座聖堂はムアンウドーンターニー郡の永遠救済聖母大聖堂（The Our Mother of Perpetual Help、อาสนวิหารพระมารดานิจจานุเคราะห์）。

## 教区長司教
- ヨセフ・ルーチャイ・タートウィサイ（Joseph Luechai Thatwisaa）:2009年11月14日 - 現在
- ジョージ・ヨート・ピムピサーン（George Yod Phimphisan）、レデンプトール会:1975年10月2日 - 2009年11月14日
- クレイレンス・ジェームス・デュハート（Clarence James Duhart）、レデンプトール会: 1953年 - 1975年10月2日